# Condado de Jefferson (Georgia)
El condado de Jefferson (en inglés: Jefferson County), fundado en 1796, es uno de 159 condados del estado estadounidense de Georgia. En el año 2007, el condado tenía una población de 16 454 habitantes y una densidad poblacional de 13 personas por km². La sede del condado es Louisville.

## Geografía
Según la Oficina del Censo, el condado tiene un área total de 1372 km² (529,7 mi²), de la cual 1367 km² (527,8 mi²) es tierra y 5 km² (1,9 mi²) (0,36%) es agua.

### Condados adyacentes
- Condado de McDuffie (norte)
- Condado de Richmond (noreste)
- Condado de Burke (este)
- Condado de Emanuel (sur)
- Condado de Johnson (suroeste)
- Condado de Glascock (noroeste)
- Condado de Washington (oeste)
- Condado de Warren (norte-noroeste)

## Demografía
Según el censo de 2000, los ingresos medios por hogar en el condado eran de $26 120, y los ingresos medios por familia eran $31 380. Los hombres tenían unos ingresos medios de $27 649 frente a los $18 686 para las mujeres. La renta per cápita para el condado era de $13 491. Alrededor del 23% de la población estaban por debajo del umbral de pobreza.

## Transporte

### Principales carreteras
- U.S. Route 1
- U.S. Route 221
- U.S. Route 319
- Ruta Estatal de Georgia 17
- Ruta Estatal de Georgia 24
- Ruta Estatal de Georgia 80
- Ruta Estatal de Georgia 88
- Ruta Estatal de Georgia 171

## Localidades
| - Avera - Bartow - Louisville - Matthews | - Stapleton - Wadley - Wrens |